# Museu do Panteão Nacional Haitiano
O Museu do Panteão Nacional Haitiano (em francês Musée du Panthéon National Haïtien ou MUPANAH) é um museu dedicado aos heróis da independência do Haiti, e também ao patrimônio histórico e cultural do país caribenho. Situado na capital Porto Príncipe, o MUPANAH foi construído como um mausoléu, e em 1983 foi convertido em museu.
Entre seus itens de exposição permanente, estão a âncora da nau Santa Maria, a maior da expedição de Cristóvão Colombo que alcançou a América, em 1492; e a coroa do imperador Faustino I.